# Aspredinichthys
Aspredinichthys é um gênero de peixe-banjos encontrados em água doce e nas águas salobras tropicais da América do Sul, do delta do Orinoco, através das Guianas até o delta do Amazonas. Ambas as espécies são encontradas nas partes inferiores dos rios e nas águas costeiras do norte da América do Sul, desde a Venezuela até o norte de Brasil, onde são peixes bentônicos.

## Descrição
Aspredinichthys espécies são grandes aspredinídeos que crescem até cerca de 22,0 centímetros (comprimento padrão); distinguem de todos os outros aspredinídeos  pelas características incluindo possuindo 8 raios de barbatanas e vários pares de barbelas mentais  acessórias  presente. As duas espécies colocadas deste género são muito semelhantes na aparência e são mais facilmente separadas por padrão e o número de barbelas mentais acessórias.

## Espécies
Atualmente, há duas espécies descritas neste gênero:
- Aspredinichthys filamentosus (Valenciennes, 1840) (Sevenbarbed banjo)
- Aspredinichthys tibicen (Valenciennes, 1840) (Tenbarbed banjo)